# 愚园路851号
愚园路851号（又稱陈鹤琴旧居）位于中華人民共和國上海市长宁区愚园路851号，建于1930年，占地面积约260平方米，建筑面积约910平方米，教育家陈鹤琴曾在此居住过，教师王志成曾经於淞滬抗战期間在此编寫面向中小学生的抗战国语文选，不過隨著上海被日軍攻佔，王志成被逮捕，抗战国语文选未能發行。該建築已列为上海市优秀历史建筑。